# Eunidia transversevittata
Eunidia transversevittata är en skalbaggsart som beskrevs av Stefan von Breuning 1940. Eunidia transversevittata ingår i släktet Eunidia och familjen långhorningar. Inga underarter finns listade i Catalogue of Life.